# Дондюшаны (Дондюшанский район)
Дондюшаны (рум. Dondușeni, Дондушень) — село в Дондюшанском районе Молдавии. Относится к сёлам, не образующим коммуну.

## География
Село расположено на высоте 224 метра над уровнем моря.

## Население
По данным переписи населения 2004 года, в селе Дондюшаны проживает 1695 человек (801 мужчина, 894 женщины).
Этнический состав села:
| Национальность | Число жителей | Процентный состав |
| -------------- | ------------- | ----------------- |
| молдаване      | 1622          | 95,69             |
| украинцы       | 34            | 2,01              |
| русские        | 21            | 1,24              |
| румыны         | 8             | 0,47              |
| цыгане         | 5             | 0,29              |
| болгары        | 2             | 0,12              |
| гагаузы        | 1             | 0,06              |
| прочие         | 2             | 0,12              |
| Всего          | 1695          | 100 %             |